# Mareva Tourneux
Pour les articles homonymes, voir Tourneux.
Mareva Tourneux, née le 5 octobre 1952 à Pirae, est une médecin polynésienne française.

## Biographie
Mareva Tourneux est la fille du docteur Andréa de Balmann.
Elle étudie à l'Université de Nancy en France et obtenu son diplôme de docteur en médecine en 1979.
En tant que médecin, elle développe les services de planning familial en Polynésie française et introduit le dépistage gratuit du cancer du sein et du cancer de l'utérus,.
En 2016, elle travaille comme directrice de la santé et cheffe de cabinet du ministre de la Santé en Polynésie, Patrick Howell,.
En 2022, elle dirige un centre de dialyse rénale à Moorea.

## Décorations
- Chevalier de l'ordre national du Mérite (2012)[1].
- Chevalier de l'ordre de Tahiti Nui (2014)[1],[7].
- Chevalier de la Légion d'honneur (2018)[2].